# Neolithodes duhameli
Neolithodes duhameli is een tienpotigensoort uit de familie van de Lithodidae. De wetenschappelijke naam van de soort is voor het eerst geldig gepubliceerd in 2004 door Macpherson.